# Afroabjasios

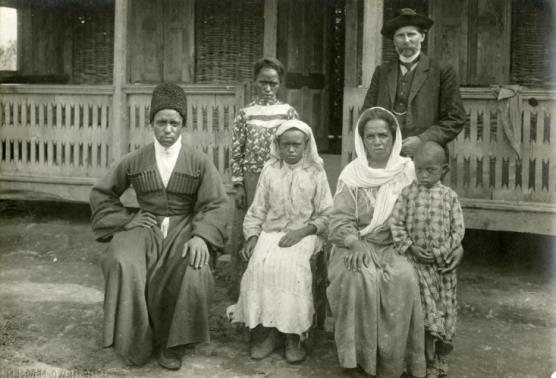
Familia de afroabjasianos de Adziubzha. Fotografía extraída del libro de Kovalévskiy P. I. El Cáucaso. Tomo I. Pueblos del Cáucaso. San Petersburgo: 1914

Los afroabjasios o afrocaucásicos constituyen un reducido grupo étnico-racial de Abjasia (parte de Afro-rusos) que se concentra principalmente en la población de Adziubzha, en el estuario del río Kodori, y las aldeas aledañas (Chlou, Pokveshi, Agdarra, Merkula, etc.)

## Origen

### Hipótesis
Los expertos no se ponen de acuerdo sobre el origen de los afroabjasios y sobre cómo llegó este pueblo oriundo de África a Abjasia. Algunos historiógrafos afirman que la población de color apareció en los alrededores de Adziubzha a finales del siglo XIX (según Vianor Pachulia, en la segunda mitad del siglo XIX); mientras que otros autores remontan su presencia al siglo XVII.
Según una de las versiones, varios cientos de esclavos negros fueron comprados e importados por los príncipes Shervashidze (Chabcha) para ser empleados en las plantaciones de cítricos. Este caso fue la única —y al parecer no demasiado afortunada— experiencia de introducción masiva de africanos en la Riviera caucásica.
Según otra versión, los afroabjasianos serían herederos de los colcos. La cuestión de si puede haber una relación entre los colcos antiguos y los afroabjasianos actuales permanece abierta, dado que no existen pruebas concluyentes de población negroide en la Cólquida histórica. También se ha barajado su ascendencia copta egipcia o falasha judía de Etiopía. El escritor abjasio Dimitri Gulya desarrolla, en su libro La Historia de Abjasia, la teoría de un traslado de los antepasados de los abjasios, junto a los antepasados de los colcos, desde Egipto y Abisinia. Gulya compara la toponimia abjasia con las correspondientes regiones de Etiopía y concluye que algunas denominaciones geográficas son idénticas: Bagada, Gumma, Tabakur (Dabakur), etc.
En 1927 Maksim Gorki, interesado en esta cuestión, visitó junto al escritor abjasio y presidente del Comité Ejecutivo Central de la República Socialista Soviética de Abjasia, el poblado de Adziubzha, donde se reunió con ancianos afroabjasios. Los resultados de esta visita y la bibliografía a la que tuvo acceso le convencieron de la verosimilitud de la versión del origen etíope de esta etnia.

### Leyendas
Asimismo existe una serie de leyendas populares poetizadas. Según una de ellas, mencionada en el informe remitido por Iván Isákov a Nikita Jruschov, una nave otomana que transportaba esclavos sufrió naufragio por una tormenta cerca de las costas abjasias. Los afroabjasios actuales serían los descendientes de los supervivientes de aquella nave que habrían fundado una colonia en Abjasia. Esta leyenda no explica, sin embargo, cómo una nave pudo haber llegado a esas aguas del mar Negro, tan lejos de las principales rutas marítimas del comercio internacional de esclavos negros.
Otra leyenda relata los emparejamientos entre los nart y ciertas «personas de negro rostro». Según ella los legendarios nart habrían regresado al Cáucaso de una lejana expedición a África con un centenar de guías negros. Estos últimos se quedarían a vivir en Abjasia, en el poblado de Adziubzha.
Una tercera leyenda dedicada a la procedencia de los afroabjasios implica a Pedro el Grande que habría introducido muchos negros en Rusia y entregó generosamente a aquellos que no supieron aclimatarse en la capital norteña de Rusia, San Petersburgo, a los príncipes abjasios. En opinión del doctor en Historia Ígor Búrtsev varias decenas de «regalos» de este tipo efectivamente podían haber llegado a Abjasia de parte de Pedro.
De hecho, estas hipótesis científicas y leyendas no son excluyentes y algunas podrían ser complementarias entre sí.

## Historia y actualidad

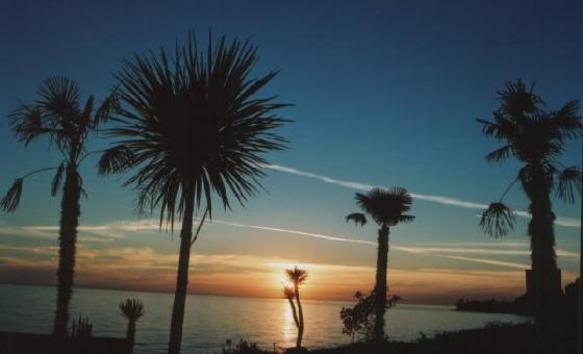
Costa abjasia.

En georgiano los afroabjasios recibieron la denominación de shavi katsi ("persona negra") o shavi jalji ("pueblo negro"). El mencionado informe de Iván Isákov para Jruschov relata, entre otros hechos, que el virrey del Cáucaso Illarión Vorontsov-Dáshkov llevaba, a imitación de Pedro el Grande, negros de Adziubzha en su convoy personal que le acompañaban vestidos con la cherkeskа. El príncipe Aleksandr Óldenburg, fundador de Gagra, mantenía en su corte varios representantes de cada uno de los pueblos de la Riviera Caucásica, entre los cuales había varios afroabjasianos. Según el relato de A. M. Chochua, en los años 1880, en Asziubzhi residió una gran familia de negros: la madre Jallyla, los hijos Amber, Kva-Kva y Cherin, y las hijas; los hijos se habrían casado con jóvenes abjasias.
Se sabe que en el siglo XIX todos los afroabjasianos hablaban ya únicamente en abjasio y se consideraban parte del pueblo abjasio. Y así los percibían el resto de los abjasios. Su población, según diferentes observadores, oscila entre "varias familias" y "varias aldeas". Tampoco hay consenso respecto a su confesión mayoritaria: al parecer, en Abjasia existen o existieron hasta hace poco tanto negros cristianos como musulmanes y judíos.
O. V. Maan (2006) relata que los afroabjasios residen en las aldeas de Adziubzha, Kyndyg, Tamishi, Tjina, Reka y Yelyr. V. Pachulia (1964) añade a la lista las poblaciones de Pokveshi, Merkula, Achandara, así como la ciudad de Sujum.
Los afroabjasios se dedican al cultivo de cítricos, uva y maíz, y trabajan en las minas de carbón de Tkvarcheli y en empresas de Sujumi (fábrica textil, puerto, etc.). Como muchos abjasios, al día de hoy, los afroabjasios también hablan ruso. Muchos de ellos fueron asimilados, padecieron un fuerte mestizaje y abandonaron la rivera del río Kodori, asentándose en otras partes de Abjasia, así como de las vecinas Georgia, Rusia y más allá.

## Testimonios
De entre los bastante contradictorios testimonios referentes a los afroabjasianos o a sus antepasados (o supuestos antepasados), los investigadores normalmente destacan los siguientes:

Los colcos son probablemente los antiguos egipcios: lo comprendí antes incluso de haberlo oído a otros. Interesado en esta cuestión, indagué sobre ese parentesco tanto en la Cólquide como en el Antiguo Egipto. Los colcos conservan un recuerdo más claro sobre los egipcios que viceversa. Son oscuros de piel y de pelo rizado. Aunque eso no demuestra nada. También existen otros pueblos con el mismo aspecto. Mayor peso tienen los siguientes argumentos. Solo tres pueblos del mundo practican desde siempre la circuncisión: colcos, egipcios y etíopes
Heródoto, Historias II,104.

Juan Crisóstomo, desterrado en Pitiunta (actual Pitsunda), menciona a "etíopes" entre la población local.

El paisaje tropical me impresionó. Sobre el llamativo verdor de la virginal maleza, se perfilaban cabañas con cubiertas de junco, retozaban negritos de rizados cabellos y por todas partes se veían personas negras con vestidos blancos. Los negros en nada se distinguen de los abjasios, solo hablan en abjasio y son de la misma confesión... Me parece que los negros de estos lugares son mero accidente.
etnógrafo Ye. Márkov, publicado en el periódico Kavkaz, 1913

En 1884 recorrí una parte de Abjasia y encontré allí varios negros. Sus rostros eran, creo recordar, del tipo abisinio, pero no disponían de información alguna sobre su propio origen. Eran de religión musulmana pero también sabían algo, creo, del catolicismo. En 1887 tomé como criado a un negro joven, de unos 20 años. Era la persona más leal. Nunca aceptaba dormir en otro sitio que no fuera en la puerta de mi habitación. Era católico.

Aún hoy en día permanece en las montañas de Abjasia una población negra. Las aldeas negras musulmanas de Abjasia no viven mucho mejor que sus antepasados de África: analfabetismo casi generalizado, pobreza. La población local no se mezcla con los negros, se les ha arrinconado en infértiles regiones montañosas. Los jóvenes que hablan ruso cuentan que todos quieren estudiar, que las mujeres son analfabetas, y en general, la raza se está extinguiendo.
hija de Iosif Stalin Svetlana Allilúyeva, Solo un año — Nueva York: Harper & Row, — 1969. ISBN 0-06-010102-4

Por vez primera no los vi en Israel sino en el lejano Sujumi. Nos encontramo en una sinagoga de Sujumi. En la segunda planta el servicio me estaba vendiendo un paquete de matzá horneada en una "máquina americana". De repente, entraron en la habitación dos hombres de pelo rizado completamente negros —auténticos hombres negros— y preguntaron algo en abjasio al servicio. El les contestó. Cuando se fueron, le pregunté: "¿Estos negros son judíos? ¿Cómo han llegado hasta aquí?"
N. Orlov, Los Descendientes Abjasios de Pushkin — revista Alef (Israel)

— ¿Y qué tal viven los negros en la Unión Soviética?

— ¿Qué negros? — preguntó el anfitrión.

— ¿Cómo que qué negros? — se sorprendió el príncipe escrutando a los negros locales sentados en la misma mesa. — ¡Ustedes!

— Nosotros no somos negros, — respondió el anfitrión con su característica sonrisa y señalando con la cabeza a los demás negros, — somos abjasios.
escritor Fazil Iskander, Sandro de Cheguem, libro 2. — Moscú: Moskóvskiy Rabóchiy, — 1989.

## Personas de raza negra en otras partes del Cáucaso

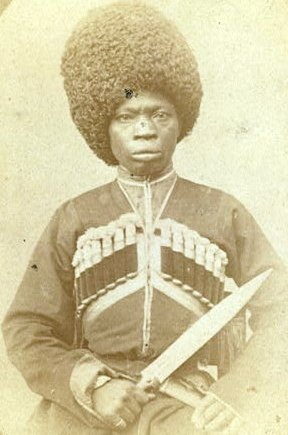
Fotografía de un negro del Karabaj tomada por George Kennan en 1870 (Biblioteca del Congreso de EE. UU.)

Un reducido número de afrocaucásicos también habitaba en el siglo XIX y principios del XX en la ciudad ayariana de Batumi. En la colección del fotógrafo George Kennan, depositada en la Biblioteca del Congreso de EE. UU., se puede encontrar la imagen de un montañés negro-árabe del Karabaj (años 1870-1886).
El escritor e historiógrafo inglés Jason Goodwin cita, en su libro Los Señores del Horizonte. Una historia del Imperio Otomano, otros ejemplos de africanos que poblaban la parte europea del imperio: montenegrinos negors traídos de África en el siglo XVI, afincados en la ciudad de Ulcinj hasta, al menos, los años 70 del siglo XX y negros paganos que poblaban cuevas y ruinas en los alrededores de la Acrópolis de Atenas.

## Enlaces
- Voronov, Y. Abkhazians — Who are they? на сайте circassianworld.com(англ.)

- Datos: Q2680223
- Multimedia: Afro-Abkhazians / Q2680223